# 동글이 버드 하비
동글이 버드 하비(Harvey Beaks)는 미국의 애니메이션 시리즈이다.

## 줄거리
마법의 숲에 사는 새 '하비'와 쌍둥이 '피'와 '푸'의 모험과 우정을 그린 일상 속의 교훈을 담은 이야기.

## 방송 방영
- 미국: 2013년 1월 26일 (파일럿 전용), 2015년 3월 28일 – 2017년 12월 29일
- 한국: 2015년 4월 25일 - 2018년 2월 27일

## 캐릭터
- 하비

성우: 맥스 찰스/조현정
친절하고 예의가 바른 착한 심성의 하늘색 새.
- 피

성우: 안젤리나 왈러/김율
거칠고 자신만만한 말광량이. 동생인 푸의 쌍둥이 누나이다.
- 푸

성우: 잭슨 브런디지/엄상현
단순하고 충동적인 성격의 에너지가 넘치는 피의 쌍둥이 동생.